# Danylo Dubyna
Danylo Dubyna (ukrainisch Данило Дубина; * 23. März 2004) ist ein ukrainischer Leichtathlet, der sich auf den Weitsprung spezialisiert hat.

## Sportliche Laufbahn
Erste internationale Erfahrungen sammelte Danylo Dubyna im Jahr 2023, als er bei den U20-Europameisterschaften in Jerusalem mit einer Weite von 7,55 m in der Qualifikationsrunde ausschied. Im Jahr darauf belegte er bei den Balkan-Meisterschaften in Izmir mit 7,70 m den fünften Platz und 2025 gewann er bei den Balkan-Hallenmeisterschaften in Belgrad mit 7,92 m die Silbermedaille hinter dem Bulgaren Boschidar Sarabojukow. Anschließend verpasste er bei den Halleneuropameisterschaften in Apeldoorn mit 7,67 m den Finaleinzug. Im Juli belegte er bei den U23-Europameisterschaften in Bergen mit 7,95 m den vierten Platz und verpasste bei den World University Games in Bochum mit 7,58 m den Finaleinzug. Kurz darauf belegte er bei den Balkan-Meisterschaften in Volos mit 7,53 m den fünften Platz.
2024 wurde Dubyno ukrainischer Meister im Weitsprung.